# 奈良県道・京都府道65号生駒井手線
奈良県道・京都府道65号生駒井手線（ならけんどう・きょうとふどう65ごう いこまいでせん）は、奈良県生駒市から京都府京田辺市を経て同府綴喜郡井手町に至る主要地方道に指定された府県道である。

## 概要
生駒市高山町で奈良県道7号枚方大和郡山線から分岐する。そのまま北東に進み、生駒市・精華町・京田辺市の境界附近に至る。鳥谷池の北側で京都府道72号生駒精華線をかすめるように通り、進路を北に変える。京田辺市打田附近は峠道であり、異常気象時通行規制区間に指定されている。打田からは普賢寺川に沿って走る。京田辺市普賢寺からほぼ平地となる。普賢寺で京奈和自動車道の下をくぐるがインターチェンジは設けられていない。京田辺市三山木でJR学研都市線と近鉄京都線の高架下を通る。玉水橋で木津川を渡って、井手町に至る。

### 路線データ
- 起点：奈良県生駒市[1]（奈良県道7号枚方大和郡山線交点）
- 終点：京都府綴喜郡井手町[1]（国道24号交点）
- 重要な経過地：京田辺市[注釈 1][1]

## 歴史
本路線は、道路法（昭和27年法律第180号）第7条の規定に基づいた京都府の一般府道として1959年（昭和34年）に京都府が初めて認定した282路線のうちの1つである生駒精華線の一部および東畑井手線を前身としている。奈良県では1961年（昭和36年）に生駒精華線を県道路線認定している。同法第56条の規定に基づき、1982年（昭和57年）の第5次主要地方道指定時に建設省が主要地方道に指定したのを受け、奈良県および京都府が生駒井手線として府県道路線認定した。
1995年（平成7年）4月1日の時点では起点が生駒市の出店橋交差点にあり、奈良県道・京都府道72号生駒精華線とともに府県境を越えて綴喜郡精華町大字東畑小字鳥谷において同路線と別れていたが、その後2000年にかけて富雄川を北方へ遡上した川崎橋へ起点が変更となってそれぞれ単独路線となっている。

### 年表
- 1959年（昭和34年）12月18日 - 京都府が生駒精華線（奈良県生駒郡生駒町 - 相楽郡精華町、整理番号：一般地方道99号）および東畑井手線（相楽郡精華町大字東畑 - 綴喜郡井手町、重要な経過地：綴喜郡田辺町大字三山木、整理番号：一般地方道95号）として府道路線認定[4]。
- 1961年（昭和36年）2月1日 - 奈良県が生駒精華線（生駒郡生駒町 - 京都府相楽郡精華町、整理番号：一般地方道6号）として県道路線認定[5]。
- 1982年（昭和57年）
  - 4月1日 - 建設省（現・国土交通省）が府道生駒精華線の一部、府道東畑井手線を生駒井手線（生駒市 - 京都府綴喜郡井手町、重要な経過地：京都府綴喜郡田辺町）として主要地方道に指定[6]。
  - 12月24日 - 奈良県が生駒井手線（整理番号：主要地方道45号）を路線認定。
- 1983年（昭和58年）2月1日 - 京都府が生駒井手線（生駒市 - 綴喜郡井手町、重要な経過地：綴喜郡田辺町、整理番号：主要地方道65号）として府道路線認定[1]。同日、東畑井手線を廃止[7]
- 1994年（平成6年） - 奈良県側の整理番号を45号[2]から65号に番号統一。
- 2003年（平成15年）12月6日 - 旧玉水橋の南隣に現・3代目玉水橋が開通[8]。

## 路線状況

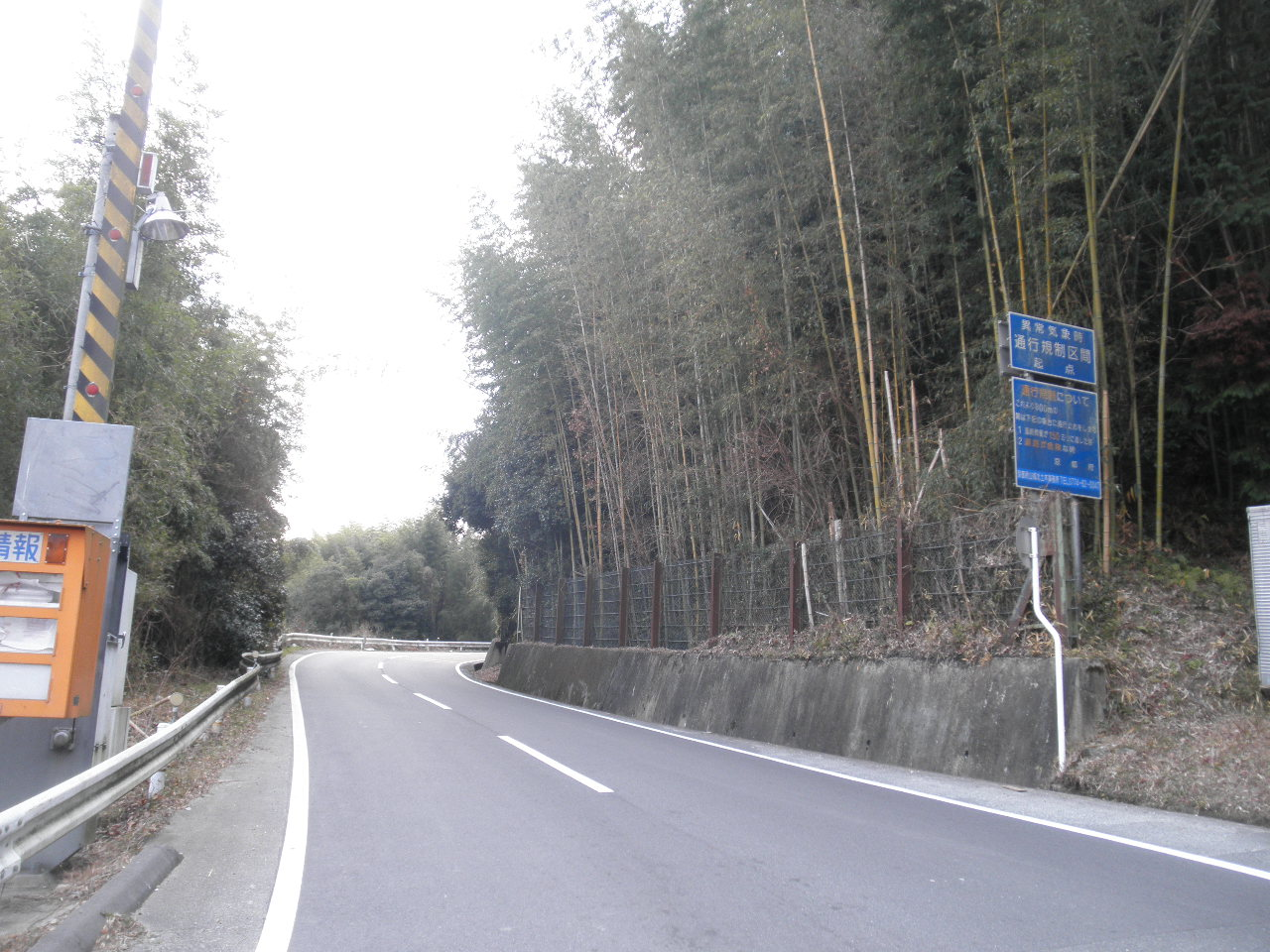
京都府京田辺市打田付近では異常気象時通行規制区間に指定されている
京都府京田辺市打田字中山口で撮影

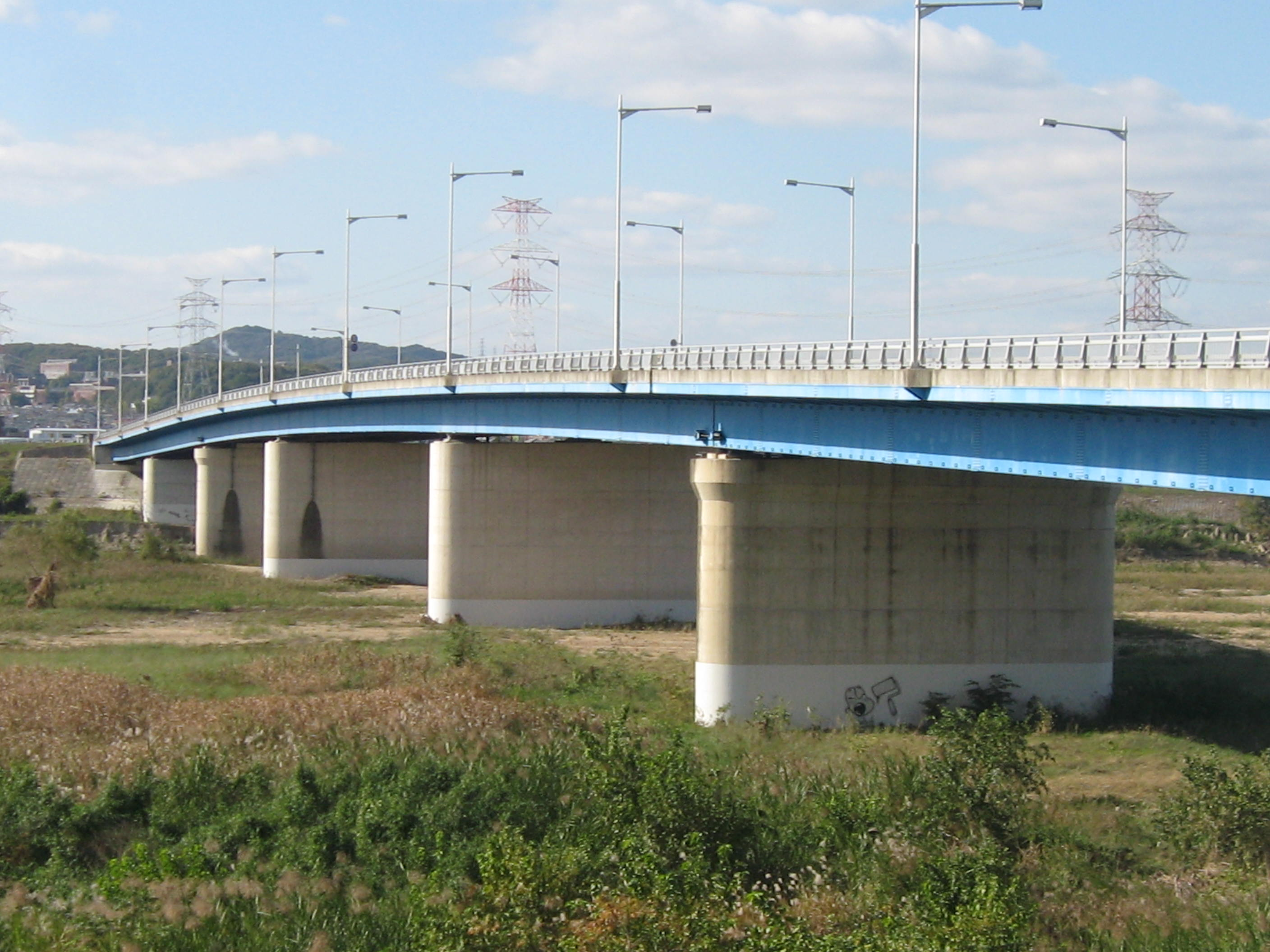
玉水橋

### 重複区間
- 京都府道71号枚方山城線（京田辺市水取車谷 - 京田辺市水取地蔵講）

### 道路施設
- 玉水橋

## 地理

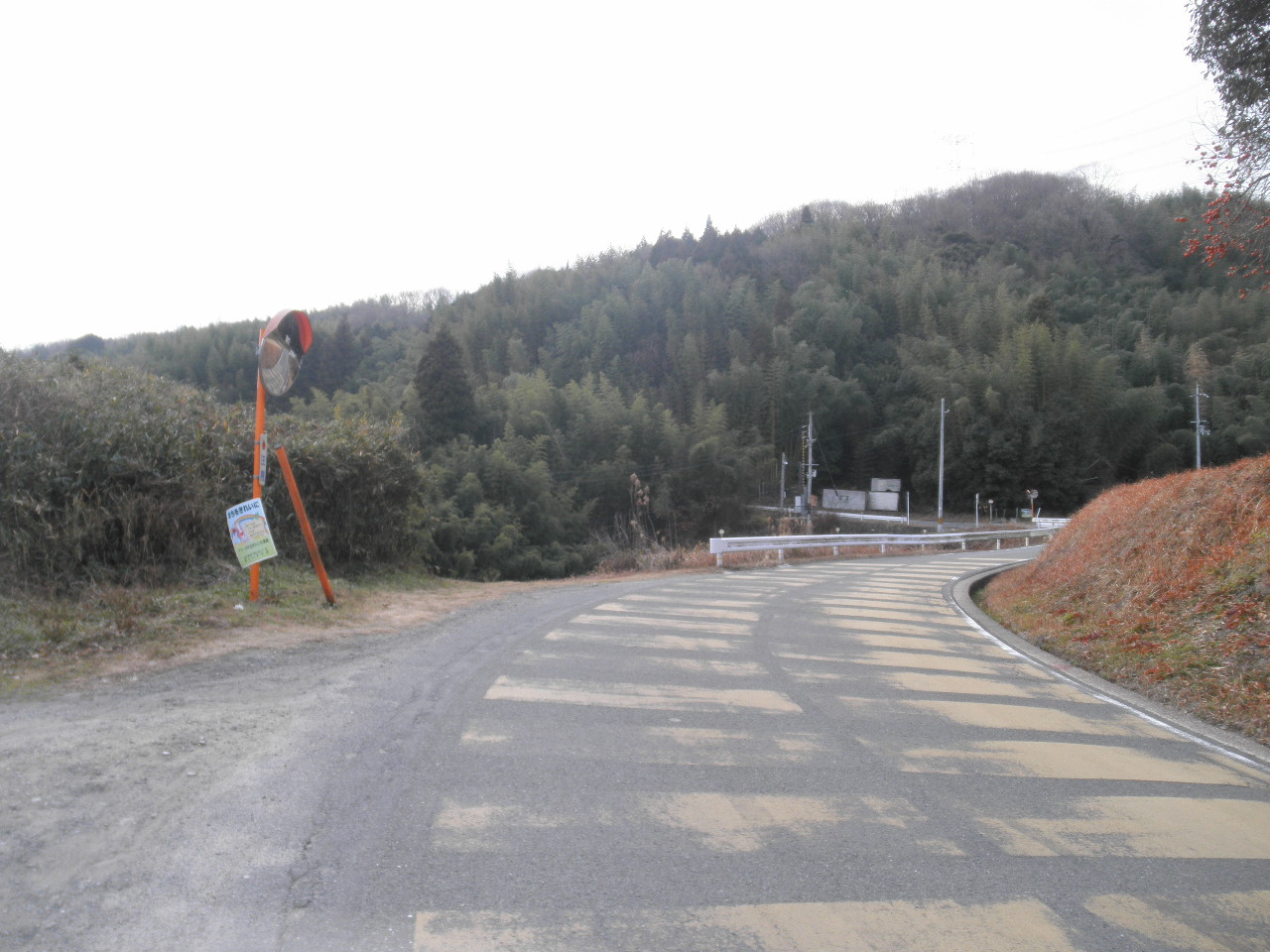
京都府京田辺市打田付近ではこのような峠道が続く
京都府京田辺市打田字中山口で撮影

### 通過する自治体
- 奈良県
  - 生駒市
- 京都府
  - 相楽郡精華町 - 京田辺市 - 綴喜郡井手町

### 交差する道路
| 交差する道路                    | 交差する場所 | 交差する場所 | 交差する場所           | 備考                                          |
| ------------------------------- | ------------ | ------------ | ---------------------- | --------------------------------------------- |
| 奈良県道7号枚方大和郡山線       | 奈良県       | 生駒市       | （高山町）             |                                               |
| 奈良県道72号生駒精華線          | 京都府       | 相楽郡精華町 | （大字東畑小字鳥谷）   |                                               |
| 京都府道71号枚方山城線          | 京都府       | 京田辺市     | （水取車谷）           | ※ここから京田辺市水取地蔵講まで府道71号と重複 |
| 京都府道71号枚方山城線          | 京都府       | 京田辺市     | （水取地蔵講）         |                                               |
| 京都府道22号八幡木津線 山手幹線 | 京都府       | 京田辺市     | 同志社南               |                                               |
| 京都府道22号八幡木津線          | 京都府       | 京田辺市     | 二又                   |                                               |
| 国道24号                        | 京都府       | 綴喜郡井手町 | （大字井手小字南玉水） |                                               |

※ 交差する場所の括弧書きは地名、それ以外は交差点名で表示

### 沿線
- 富雄川
- 京田辺市立普賢寺小学校
- 観音寺（普賢寺大御堂）
- 同志社大学京田辺キャンパス
- 同志社国際中学校・高等学校
- JR学研都市線 JR三山木駅
- 近鉄京都線 三山木駅
- 木津川
- 井手町役場